# 上鮮県
上鮮県（じょうせん-けん）は中華人民共和国江蘇省にかつて存在した県。現在の連雲港市贛楡区南部に相当する。
南北朝時代、東魏により設置された。隋朝が成立すると間もなく廃止された。